# Gutshaus Ranzin

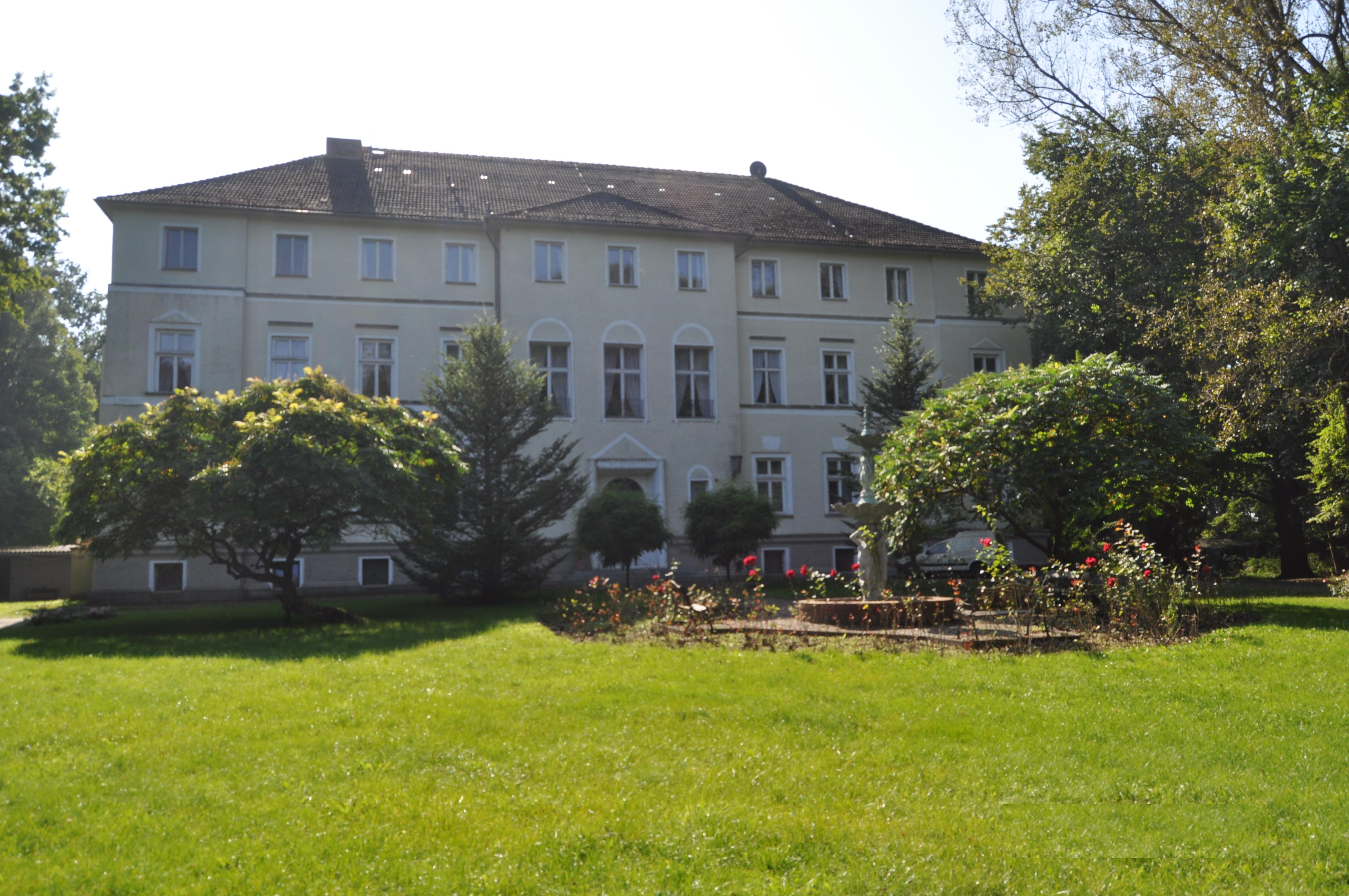
Gutshaus Ranzin – heute Hotel

Das Gutshaus Ranzin, auch Schloss Ranzin genannt, ist ein Herrenhaus im Ortsteil Ranzin der Gemeinde Züssow im Landkreis Vorpommern-Greifswald. Es geht auf den Wolgaster Kaufmann und Kommerzienrat August Wilhelm Homeyer zurück und wurde zuletzt als Hotel genutzt.

## Geschichte
Das Gut selbst befand sich nachweislich seit dem frühen 14. Jahrhundert im Besitz des pommerschen Adelsgeschlechtes von Horn. Dies belegt eine urkundliche Erwähnung eines Ranziner Priesters aus dem Jahr 1315. Die Familie von Horn war somit in 13 Generationen und insgesamt über 500 Jahre an diesem Ort ansässig. Nach zunehmender Misswirtschaft und starker Überalterung der Anlage wurde das Gut jedoch im 19. Jahrhundert verkauft und am 4. Juli 1846 vom Wolgaster Kommerzienrat August Wilhelm Homeyer übernommen.
Als akademisch und kaufmännisch gebildetem Menschen, gelang es Homeyer, das Gut unter zeitgemäßen sowie wirtschaftlichen Gesichtspunkten zu modernisieren. Neben der Errichtung von massiven Wirtschafts- und Wohnhäusern für Tagelöhner und Gesinde, ließ Homeyer das herrschaftliche Wohnhaus repräsentativ ausbauen und ein Vorwerk anlegen. Zu Ehren seines wirtschaftlichen Erfolges wurde dem Vorwerk am 25. Oktober 1848 der Name „Wilhelmshöh“ verliehen. Die beiden Zweige der Familie von Homeyer wurden 1863 und 1865 nobilitiert.
Im Jahr 1875 wurde das ursprüngliche Gutshaus durch einen Brand vollständig zerstört. Der Wiederaufbau wurde jedoch bereits 1877, in Form eines verputzten Backsteinbaus im Stile des Barock, abgeschlossen.
Nach dem Tod von Friedrich von Homeyer, dem Sohn von August, wurde das Gut zunächst verpachtet. Friedrichs Tochter Margarete heiratete 1893 auf Schloss Wrangelsburg den späteren Oberstleutnant Albrecht von Kameke. Formell wurde Frau von Kameke bis zu ihrem Tod 1936 die Gutsherrin auf Ranzin. 1937 ging das Rittergut via Erbschaft an den Sohn Karz von Kameke. Er war seit 1923 mit Margot von Schierstädt verheiratet und hatte mit ihr acht Kinder. Als Hauptwohnsitz fungierte Wrangelsburg. Das Rittergut Ranzin war ein großer landwirtschaftlicher Betrieb, die Schafsviehwirtschaft mit 900 Tieren in den Ställen und eine intensive Schweinezucht stellten den Schwerpunkt dar. Das Gut beinhaltete gesamt 766 ha Fläche, davon 405 ha Acker und etwa 127 ha Waldbesitz. Die Familienmitglieder lebten nach der Bodenreform zeitweise in Holstein, Bayern, Kanada und Schweden.
Während der Bodenreform in der Sowjetischen Besatzungszone wurde Ranzin 1945 enteignet und das Schloss zunächst als Altenheim bzw. ab 1956 als Lehrlingswohnheim und Berufsschule für Landwirte genutzt. In dieser Phase ist es stark verfallen und historische Deckengemälde sowie Stuckdecken wurden zerstört. 1988 ging das Schloss schließlich in privaten Besitz über und wurde, nach umfangreichen Renovierungs- und Restaurierungsarbeiten, bis 2017 als Hotel genutzt.

## Heutige Nutzung
Das renovierte und modernisierte Schloss wird als Hotel und Veranstaltungsort genutzt.

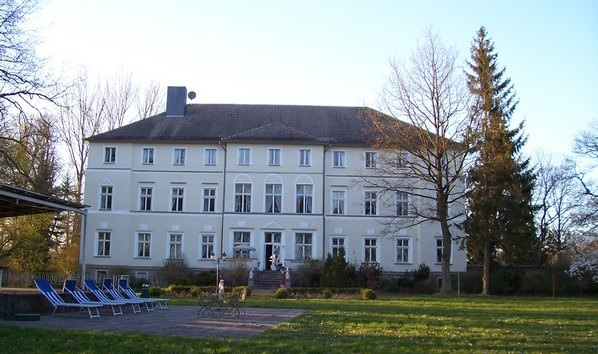
Südansicht des Gutshauses.
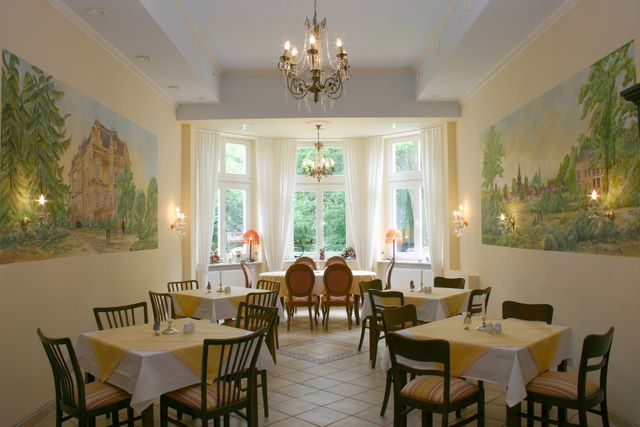
Innenansicht des renovierten Schlosshotels.

## Persönlichkeiten
- Henning Rudolf Horn af Rantzien, schwedischer Generalmajor

## Trivia
- Friedrich von Homeyer baute hier die bekannteste Schafzucht Europas auf. Die von ihm gezüchtete Schafsorte erhielt den Namen „Homeyer-Schafe“ und wurde sogar bis nach Australien exportiert.[9]